# 南房総市道丸山7号線
南房総市道丸山7号線（みなみぼうそうしどうまるやま7ごうせん）は、千葉県南房総市の市道である。跨線橋を伴う。

## 概要
当道路は、館山自動車道君津ICなどより国道410号を南下する観光客などのための道の駅ローズマリー公園（以下公園）へのアクセス向上のために建設された（終点へと接続される道路は第2フラワーラインとなり、三嶋海岸の防風林により人家も少ない）。
また房総半島代行事業（半島振興法）のひとつとして当道路は建設された。
旧丸山町時代の1990年代初頭より事業採択され工事が始まっているが、周辺の道路工事よりも数倍完成までの月日がたった。第2フラワーラインより公園間295mは部分開通済みであったが、残りの跨線橋を伴う部分については2010年3月25日開通した。

## 要目
- 全長　1.3km
- 起点　南房総市安馬谷　国道410号
- 終点　南房総市白子　　千葉県道297号（第2フラワーライン）
- 幅員　片側1車線6m　（歩道3m）
- 建築物　「海一望橋」（跨線橋）　内房線千歳駅～南三原駅
- 整備　南房総市（合併前は丸山町）

## 開通に伴う効果
開通前は国道410号より公園へアクセスする場合、安馬谷交差点から南下、突き当りのT字路を左折し、フラワーラインを通り公園に行く必要があり、大周りとなっている。しかし、当道路の開通後は、国道410号の安馬谷交差点～突き当りT字路中より跨線橋を内房線に通し、そのまま公園にアクセスさせる。それにより大幅なアクセス向上が期待されるとしている。

## 参考
以下より抜粋。
- 市道古川三島線の工事概況の写真
- 南房総市丸山地区地域審議会ログ
- 半島代行事業（跨線橋名はこれより取得）
- 南房総 市道丸山7号線 3月開通へ
- 25日に市道の開通式 南房総 丸山地区